# Вакцинація проти COVID-19 в Екваторіальній Гвінеї
Вакцинація проти COVID-19 в Екваторіальній Гвінеї — це кампанія масової імунізації населення Екваторіальної Гвінеї проти COVID-19 під час пандемії коронавірусної хвороби. Вакцинальна кампанія в країні розпочалась 15 лютого 2021 року, відразу після отримання 100 тисяч доз вакцини Sinopharm BIBP, подарованих КНР.

## Хронологія
11 лютого 2021 року 100 тисяч пожертвуваних доз вакцини Sinopharm BIBP прибули з Китаю до Екваторіальної Гвінеї.
До кінця березня 2021 року було введено 9265 доз вакцини.
До кінця квітня 2021 року було введено 55799 доз вакцини. Повністю щеплено 8389 осіб.
До кінця травня 2021 року введено 219677 доз вакцини. Повністю щеплено 71598 осіб.
16 червня 2021 року Екваторіальна Гвінея закупила 500 тисяч доз вакцини Sinopharm BIBP. До кінця червня було введено 260528 доз вакцини. Повністю щеплено 111343 особи.
До кінця липня 2021 року було введено 301413 доз вакцини. Повністю щеплено 122,5 тисяч осіб.
До кінця серпня 2021 року введено 331807 доз вакцини. Повністю щеплено 141326 осіб.
До кінця вересня 2021 року було введено 397083 дози. Повністю щеплено 167635 осіб.
До кінця жовтня 202 року було введено 426780 доз вакцини. 186670 осіб (32 % цільової групи) були повністю вакциновані.
До кінця листопада 2021 року було введено 443135 доз вакцини. 196616 осіб (34 % цільової групи) були повністю вакциновані.
До кінця грудня 2021 року було введено 452572 дози вакцини. 203357 осіб (35 % цільової групи) були повністю вакциновані.
До кінця лютого 2022 року введено 463549 доз вакцини. Повністю щеплено 206023 особи.
До кінця березня 2022 року введено 473409 доз вакцини. Повністю щеплено 210706 осіб.
До кінця квітня 2022 року введено 479991 дозу вакцини. Повністю щеплено 214486 осіб.